# 什叶派伊玛目
所有的什叶派前四任伊玛目相同，十二伊玛目派与伊斯玛仪派前六任伊玛目相同。

## 十二伊玛目派
1. 阿里·伊本·艾比·塔里卜（600年 - 661年）
2. 哈桑·伊本·阿里（625年 - 669年）
3. 侯赛因·伊本·阿里（626年 - 680年）
4. 阿里·本·侯赛因·宰因·阿比丁（658年 - 713年）
5. 穆罕默德·伊本·阿里（称号：巴齐尔；676年 - 743年）
6. 贾法里·伊本·穆罕默德（称号：萨迪克；703年 - 765年）
7. 穆萨·本·贾法里（称号：卡齐姆；745年 - 799年）
8. 阿里·本·穆萨（称号：里达；765年 - 818年）
9. 穆罕默德·本·阿里（称号：贾瓦德；810年 - 835年）
10. 阿里·伊本·穆罕默德（也称哈迪或阿斯卡里；827年 - 868年）
11. 哈桑·伊本·阿里（也称阿斯卡里；846年 - 874年）
12. 穆罕默德·伊本·哈桑（868年 - ?；马赫迪，隐遁的伊玛目）

## 伊斯玛仪派（七伊玛目派）
1. 阿里·伊本·艾比·塔里卜（600年 - 661年）
2. 哈桑·伊本·阿里（625年 - 669年）
3. 侯赛因·伊本·阿里（626年 - 680年）
4. 阿里·本·侯赛因·宰因·阿比丁（658年 - 713年）
5. 穆罕默德·巴齐尔（676年 - 743年）
6. 贾法里·阿斯—萨迪克（703年 - 765年）
7. 伊斯玛仪·伊本·贾法里（760年；隐遁的伊玛目）

## 宰德派（五伊玛目派）
1. 阿里·伊本·艾比·塔里卜（600年 - 661年）
2. 哈桑·伊本·阿里（625年 - 669年）
3. 侯赛因·伊本·阿里（626年 - 680年）
4. 阿里·本·侯赛因·宰因·阿比丁（658年 - 713年）
5. 宰德·本·阿里（713年 - 740年）[註 1]